# Elecciones generales de Santa Lucía de 2001
Las elecciones generales tuvieron lugar en Santa Lucía el 3 de diciembre de 2001. El resultado fue una victoria para el Partido Laborista de Santa Lucía, el cual obtuvo catorce de diecisiete escaños. La participación electoral fue de 52,3%.

## Resultados
| Partido                                          | Votos   | %    | Escaños | +/-   |
| ------------------------------------------------ | ------- | ---- | ------- | ----- |
| Partido Laborista de Santa Lucía                 | 34 053  | 56,0 | 14      | -2    |
| Partido Unido de los Trabajadores de Santa Lucía | 23 007  | 37,8 | 3       | +2    |
| Alianza Nacional de Santa Lucía                  | 2 191   | 3,6  | 0       | Nuevo |
| Sou Tout Apwe Fete Fini                          | 231     | 0,4  | 0       | Nuevo |
| Partido de la Libertad de Santa Lucía            | 18      | 0,0  | 0       | Nuevo |
| Independientes                                   | 1 295   | 2,1  | 0       | 0     |
| Votos en blanco/nulos                            | 2 010   | –    | –       | –     |
| Total                                            | 62 805  | 100  | 17      | 0     |
| Electores registrados/participación              | 199 100 | 52,7 | –       | –     |
| Fuente: Departamento Electoral                   |         |      |         |       |